# Mormaer di Moray
Il Moardermom di Moray fu una Signoria dell'Alto Medioevo scozzese che venne distrutta da Davide I di Scozia nel 1130. I confini attuali della contea di Moray non corrispondono all'ampiezza della Signoria, il territorio odierno è infatti di parecchio più piccolo dell'originale. Gli antichi territori si estendevano infatti dal Fiume Spey fino a Inverness spingendosi fino alle propaggini settentrionali del Great Glen raggiungendo probabilmente le terre di Buchan, Mar e Ross.

## La storia
Circa un secolo o due prima del 1130 il termine Moray indicava una Polity (una sorta di provincia) ben più grande della contea con lo stesso nome e si estendeva dal passo di Drumochter, a sud, fino al Caithness e al Sutherland al nord, mentre ad est toccava le terre di Buchan e ad ovest raggiungeva l'Oceano Atlantico.
La Njáls saga, facente parte delle Saghe degli Islandesi, menziona i Moarmers e i re del nord della Scozia fin dal tardo X secolo citandoli come Jarl Melsnatr e King Melkofr (Máel Coluim) of Scotland in un periodo che va dal 976 al 995. Tuttavia nessun re col nome di Máel Coluim regnò in Scozia in quel periodo e la Njáls saga non era stata scritta per fornire resoconti dettagliati sugli eventi che accadevano al di fuori dell'Islanda e della Scandinavia, motivo per cui è da ritenere piuttosto inaffidabile.
Il Moray fu governato da una stirpe di origine gaelica il cui più famoso esponente fu probabilmente Macbeth di Scozia che governò il Regno di Alba e il Moray dal 1040 al 1057. Questi governanti vengono spesso fregiati del titolo di Rì (re) e mormaer (grande sovrintendente).
Gli annali irlandesi ricordano la morte avvenuta nel 1020 di Findláech di Moray indicato con il titolo di Mormaer di Moray ucciso per mano dei figli di suo fratello Mael Brigte. Sia lui che il suo successore Máel Coluim di Moray (morto nel 1029) vengono indicati in un Necrologio con il titolo di Re di Alba invece che con quello di Mormaer di Moray, ma potrebbero essere semplicemente il frutto di un'esagerazione o di uno sbaglio.
Gillie Coemgáin, fratello e successore di Màel è invece ricordato con il titolo di Mormaer, Gillie non sopravvisse a lungo al fratello e venne ucciso nel 1032 insieme a 50 dei suoi uomini.
Il successore di Gillie, e probabilmente anche il suo assassino, fu il suo successore Macbeth (che nel Moray prese il comando in quello stesso anno) che provvide anche a sposarne la vedova, Gruoch, una principessa della casata degli Alpin e che otto anni dopo divenne re di Alba sconfiggendo Duncan I di Scozia.
Fonti successive sostengono che egli potesse vantare pretese sul trono di Scozia grazie alla madre, che si suppone essere Donada, figlia di Malcolm II di Scozia, ma che nelle fonti coeve non viene mai menzionata. Macbeth era figlio di quel Findláech ucciso nel 1020 e tutto fa credere che egli fosse di stirpe gaelica e ricerche fatte subito dopo la sua morte riconducono la sua ascendenza alla casa di Loarn originaria del regno di Dalriada.
Il fatto che Macbeth possa discendere da tale dinastia offre un indizio sulle origini che la sua dinastia ebbe nel Moray, esso potrebbe essere stato, per un certo periodo, un regno separato da quello su cui governava all'epoca Kenneth I di Scozia. Tuttavia sembra plausibile che questi territori fossero sotto il controllo, seppur blando, del Regno di Alba e la sua collocazione geografica fece sì che esso agisse come paracolpi contro le incursioni vichinghe del nord, tanto che i suoi governanti vengono citati con un certo rispetto nella Saga degli uomini delle Orcadi.
Lo stesso Macbeth venne sconfitto e ucciso nel 1057 e il trono andò al figliastro Lulach (prima del 1033-17 marzo 1058), figlio del primo marito della moglie, lo stesso che Macbeth aveva assassinato. Tuttavia il suo regno fu breve ed egli venne assassinato l'anno seguente, suo figlio, Máel Snechtai, divenne Mormaer di Moray e morì nel 1085. L'ultimo membro di quella famiglia a fregiarsi del titolo di re o conte di Moray fu Óengus del Moray, nipote di Lulach, che sfidò Davide I di Scozia nella battaglia di Stracathro e venne quindi sconfitto e ucciso. Di conseguenza il Moray, senza più difese, venne distrutto dal sovrano scozzese.
La morte di Óengus portò alla rapida feudalizzazione della regione da parte di Freskin Fleming, un nobile di origine fiamminga e normanna e dai suoi discendenti che adottarono il titolo latinizzato di De Moravia, la sua famiglia nel corso del XIII secolo adottò anche il titolo di Conte di Sutherland. Uno dei figli di Duncan II di Scozia, William fitz Duncan, pare sia stato uno degli ultimi Mormaer di Moray, tuttavia i documenti non sono affatto univoci in tal senso. Anche alcuni membri del clan MacHeth, che dopo essersi ribellati contro Davide I vennero creati conti di Ross reclamarono per sé il Moray, ma inutilmente.

## Dopo la dissoluzione
Il fatto che Davide I avesse dichiarato nulla la provincia del Moray non significava che avesse eliminato anche la sua importanza o i problemi che essa avrebbe continuato a creare al re di Scozia. A dispetto del fatto che il Moray fosse privo di una propria dinastia di governanti all'inizio del XIII secolo ci si continuò a riferire ad esso come a una terra separata dal resto della Scozia. Anche quando il reame di Scozia fu riconosciuto in tutta la sua grandezza, che verso nord arrivava fino al Caithness, il Moray fu ancora considerato come una delle provincie separate del nord.
Le note scritte in latino nel Book of Deer offrono un'occhiata su come fosse la vita e l'ordinamento sociale nel Moray del XII secolo. Le azioni di governo volute dalla corona dopo il 1130 sembrano aver creato una differenziazione fra le regioni del nord e quelle costiere comprese fra Inverness e le valli del fiume Spey. Le proprietà che i sovrani avevano erano concentrate in quelle zone e fra il 1130 e il 1230 vennero creati degli sceriffati a Inverness, Nairn, Forres ed Elgin dandoci così un'idea della struttura d'autorità che la corona aveva in quelle terre.
L'accrescimento del potere reale venne accompagnato da ondate migratorie, molte terre vennero date ai sostenitori della corona e il più importante di essi, come detto, fu Freskin Fleming che fondò la famiglia De Moravia. La linea madre di questa famiglia ebbe in seguito il titolo di Conte di Sutherland, nonché i capi del Clan Sutherland, mentre un'altra branca che prese il nome di Murray fondò il Clan Murray e vennero quindi creati Conti di Atholl.
Dopo il 1130 anche l'assetto religioso cambiò, già prima del 1130 esisteva un Vescovo di Moray, mentre la Diocesi di Moray vera e propria venne creata soltanto nel XIII secolo.
I cambiamenti attuati dalla corona nelle parti più costiere del Moray resero quella parte della provincia governabile, ma le zone interne del Loch Alsh e dello Strathbogie continuarono ad essere problematiche. Diversi tentativi di rovesciare il governo del trono nacquero in queste terre insieme ai leader che volevano rivoltarsi contro il re, uno di questi fu Wimund, figlio del Conte di Angus, ed anche la famiglia MacWilliam fu in grado di trovare sostenitori fra i gaelici che vivevano nel nord della regione scatenando diverse guerriglie fra il 1140 e il 1220. I sovrani normalmente lasciavano i resti di queste famiglie sconfitte ai propri vassalli, la parte interna della regione, dal Great Glen allo Strathbogie, venne quindi dato a sei grandi famiglie, la più importante delle quali era il Clan Cumming.

## Durante e dopo la guerra d'indipendenza
L'importanza del Moray quale parte del regno di Scozia emerse con maggiore chiarezza fra il 1296 e il 1340 quando il paese fu quasi sempre in stato di guerra. La regione rimase relativamente intatta dagli attacchi dell'esercito inglese che la raggiunse soltanto tre volte, nel 1296, 1303 e 1335 e solo nel biennio 1296-1297 dovettero subire una pesante occupazione militare. Questa sua relativa sicurezza significò che il Moray dovesse divenire il bacino di reclutamento per coloro che volevano combattere contro gli inglesi e un sicuro rifugio per chi voleva trovarvi riparo. Fra il 1297 e il 1303 il Moray divenne la base di Roberto I di Scozia dove trovò anche diversi alleati per la guerra che combatté contro i Comyn fra il 1307 e il 1308. Nel 1303 il Moray venne costretto alla resa da Edoardo I d'Inghilterra e in quell'occasione Robert Bruce riconobbe chiaramente l'importanza di quelle terre per l'intera sicurezza del regno. Nel 1312 Roberto I ricostituì il Contado di Moray per suo nipote Thomas Randolph.
Suo figlio John morì nel 1346 senza lasciare eredi e anche le altre grandi famiglie che avevano abitato la provincia, come i Comyn, gli Strathbogie e i Moray erano scomparsi o l'avevano lasciata fra il 1300 e il 1350. Data l'assenza di governanti di stirpe nobile il potere andò nelle mani di figure minori che si accorparono secondo i loro gradi di parentela come il Clan Donnachaidh di Atholl e la Chattan Confederation di Badenoch. Questo stato di cose fece sì che nella provincia potessero entrare signori provenienti da fuori, il Clan Dunbar venne dal sud così come gli Stuart che andarono a reclamare il possesso del Moray. Nel 1372 il contado venne diviso fra i Dunbar che ricevettero le terre costiere e gli Stewart, nella persona di Alexander Stewart, figlio di Roberto II di Scozia ricevettero invece quelle del nord. Altre parti della provincia, come Ross, Mar e Buchan furono smembrate in altrettanti contadi.